# 금락초등학교
금락초등학교는 대한민국 경상북도 경산시에 있는 공립 초등학교이다.

## 학교 연혁
- 1997.08.27 금락초등학교 설립 인가
- 1999.03.01 금락초등학교 개교(13학급)
- 1999.04.21 금락초등학교 개교 기념
- 2012.03.01 제8대 조용석 교장 부임
- 2014.02.18 제15회 졸업(졸업생 총수 2,013명)
- 2014.03.01 31학급 편성